# Nàndor
Els Nàndor són una raça fictícia creada per l'escriptor britànic J. R. R. Tolkien per a les històries de les seves novel·les. Són una branca dels elfs teleri que no seguiren Olwë, sinó que seguiren Lenwë, que abandonà la marxa cap a l'oest.

## Història fictícia
Els Nàndor, després d'abandonar el camí d'Olwë, seguiren el riu Ànduin cap al sud i esdevingueren un poble a part, que només s'assemblava als seus germans per l'amor que sentien envers l'aigua, i visqueren gairebé sempre vora les cascades i els rierols. Foren els elfs que més coneixement tenien de les criatures vivents, d'arbres i herbes, aus i bèsties.
Abans que comencés la Primera Edat, Dènethor, fill de Lenwë, decidí reprendre el viatge, llargament oblidat durant segles, i juntament amb un grup d'elfs travessà les Muntanyes Blaves i visqué a Ossíriand, on se'ls coneixia com a Laiquendi.
Se'n sap poca cosa dels camins que prengueren els Nàndor. Alguns, hom diu, habitaren llargs anys els boscos de la Vall de l'Ànduin, i alguns arribaren per fi a la desembocadura i allà visqueren a la vora del mar, obrint-se camí per les Muntanyes Blanques, arribaren de nou al nord i penetraren a la plana d'Èriador, entre les Muntanyes Blaves i les Muntanyes Boiroses.
Entre els Nàndor més notables, a més de Lenwë i Dènethor, cal destacar Sàeros, que comptava amb el favor del rei Thíngol de Dòriath, però que arribà a enemistar-se amb Turin.
Els elfs de la floresta, també anomenats elfs silvans o elfs dels boscs, sembla que foren originàriament els elfs Nàndor que es quedaren a la Vall de l'Ànduin i al Gran Bosc Verd.
El nandorin era la llengua dels Nàndor, però amb el pas dels anys fou substituïda pel síndarin.